# Huldrych M. Koelbing

Koelbing bei der Zusammenkunft der Julius-Hirschberg-Gesellschaft 1990 in München

Huldrych Martin Fortunatus Koelbing (* 17. Juni 1923 in Reiden; † 8. Mai 2007 in Zürich; heimatberechtigt in Basel und Schinznach-Dorf) war ein Schweizer Augenarzt und Medizinhistoriker.

## Leben
Huldrych M. Koelbing, Sohn eines reformierten Pfarrers von Reiden, absolvierte die Matura in Basel und studierte Medizin an der Universität Basel. Er promovierte 1950, absolvierte 1955 das Examen zum Facharzt für Augenheilkunde und eröffnete im selben Jahr eine eigene Praxis. Ab 1964 arbeitete Koelbing als Redaktor der Documenta Geigy. 1965 wurde er an der Universität Basel für Geschichte der Medizin habilitiert. 1971 wurde Koelbing, als Nachfolger von Erwin Heinz Ackerknecht, ordentlicher Professor für Geschichte der Medizin an der Universität Zürich und Direktor des Medizinhistorischen Instituts. 1988 wurde er emeritiert; Nachfolger auf dem Lehrstuhl wurde Beat Rüttimann.
Koelbing war von 1989 bis 1992 Chefredaktor der Zeitschrift Gesnerus. Er war Gründungs- und Ehrenmitglied der Julius-Hirschberg-Gesellschaft. Sein Nachlass befindet sich im Archiv für Medizingeschichte der Universität Zürich.

## Veröffentlichungen (Auswahl)
- mit Heinrich Buess: Kurze Geschichte der ankylosierenden Spondylitis und Spondylose (= Acta rheumatologica. Band 22). J. R. Geigy, Basel 1964.
- Renaissance der Augenheilkunde 1540–1630. Huber, Bern 1967.
- Der Urin im medizinischen Denken. Geigy, 1967
- Blutgefäße und Blutdruck einst und jetzt. Geigy, 1969, Nr. 7–8.
- mit Monica Schär-Send, Antoinette Stettler-Schär und Hans Trümpy: Beiträge zur Geschichte der Lepra (= Zürcher medizingeschichtliche Abhandlungen. Neue Reihe, Band 92). Juris, Zürich 1972, ISBN 3-260-03380-7.
- Medizin, Arzt und Patient in Solschenizyns „Krebsstation“ (= Zürcher medizingeschichtliche Abhandlungen. Neue Reihe, Band 100). Juris, Zürich 1973, ISBN 3-260-03574-5.
- Im Kampf gegen Pocken, Tollwut, Syphilis. Das Leben von Edward Jenner, Louis Pasteur, Paul Ehrlich. Gute Schriften, Basel 1974, ISBN 3-7185-0396-4.
- Arzt und Patient in der antiken Welt (= Bibliothek der Alten Welt). Artemis, Zürich/München 1977, ISBN 3-7608-3649-6.
- Diagnose und Ätiologie der Pest bei Felix Platter (1536–1614). In: Christa Habrich, Frank Marguth, Jörn Henning Wolf (Hrsg.) unter Mitarbeit von Renate Wittern: Medizinische Diagnostik in Geschichte und Gegenwart. Festschrift für Heinz Goerke zum sechzigsten Geburtstag. München 1978 (= Neue Münchner Beiträge zur Geschichte der Medizin und Naturwissenschaften: Medizinhistorische Reihe. Band 7/8), ISBN 3-87239-046-5, S. 217–226.
- Die ärztliche Therapie. Grundzüge ihrer Geschichte. Wissenschaftliche Buchgesellschaft, Darmstadt 1985, ISBN 3-534-08762-3.